# Daniela Spalla

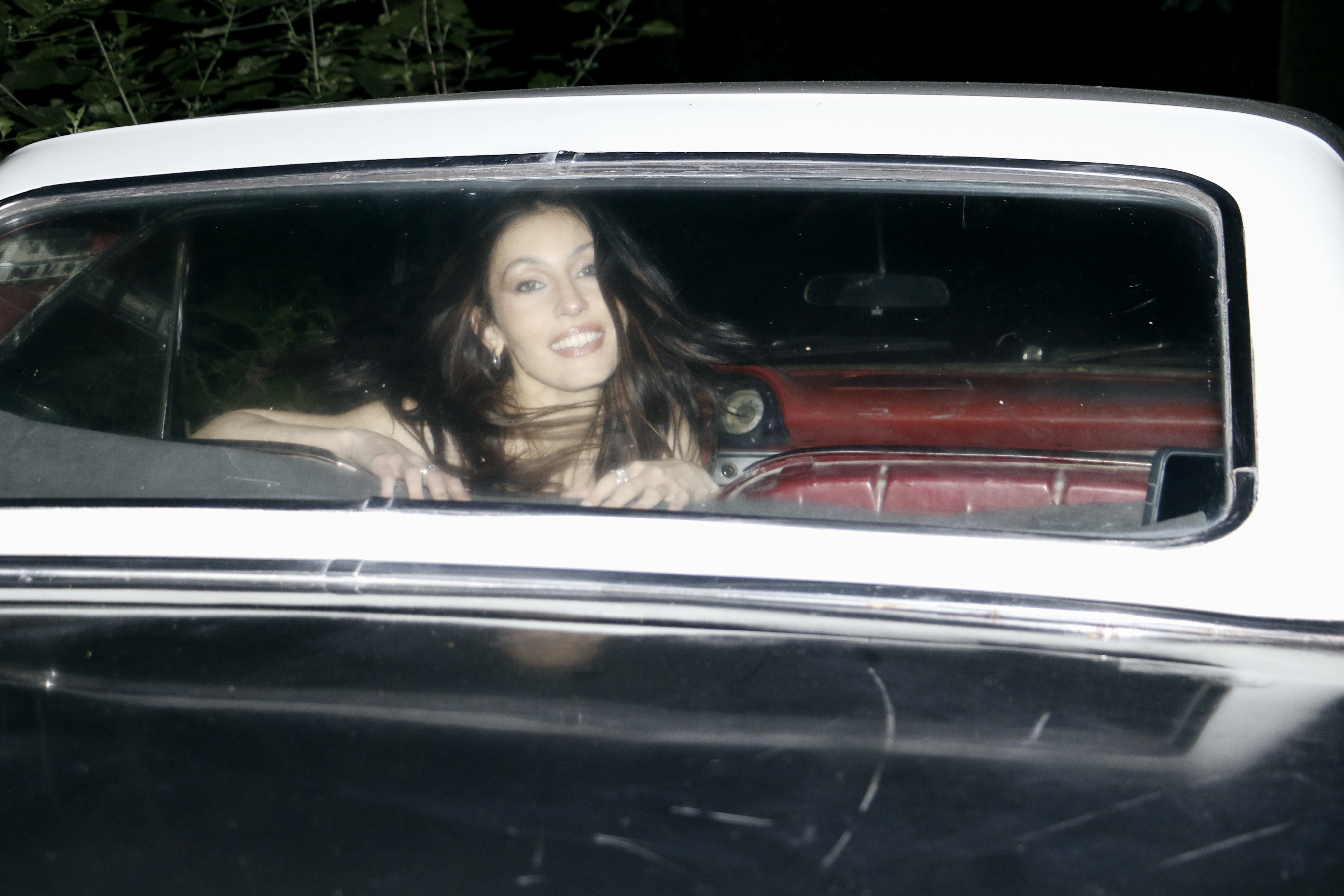
Foto para el sencillo Flores (2023) de Daniela Spalla. Fotógrafo: Daniel Jauregui

Maria Daniela Spalla y conocida artistícamente como Daniela Spalla es una cantante, compositora e instrumentista argentina.

## Carrera
Su pasión por la música empezó desde muy temprana edad. A los 8 años inició estudios de guitarra y empezó a cantar en eventos artísticos de su escuela. Durante su adolescencia tomó clases de canto, teatro y danza y participó en concursos de canto organizados por emisoras de radio de su localidad. Luego de terminar la secundaria inició estudios de clases de piano en una escuela de jazz.
La artista mexicana Ximena Sariñana la invitó a presentar su EP en tierras aztecas. Tras repetidos viajes a México, Daniela decidió mudarse definitivamente en el 2013. En 2014 publicó el álbum Ahora vienen por nosotros, disco producido por Rafa Arcaute. Seguido al lanzamiento del disco Spalla inició una gira que la llevó a cantar en países como México, Colombia, Estados Unidos, Argentina y Cuba. Ahora vienen por nosotros le valió a la artista una nominación al Grammy Latino.
Entre 2015 y 2016 publicó cuatro sencillos: Si no lo cortas (junto al músico Leonel García), Prefiero olvidarlo, Amor difícil y Prometí.

## Discografía

### Álbumes de estudio
- 2014 - Ahora vienen por nosotros
- 2018 - Camas separadas
- 2020 - Puro Teatro
- 2023 - DARA

### "Ahora vienen por nosotros"
- 11 de marzo-2014 - "Ahora vienen por nosotros"

Lanzado desde México, país donde reside, el álbum contiene un total de 11 canciones en el álbum físico, más un bonus track en el formato digital que venía como regalo con la compra del álbum.

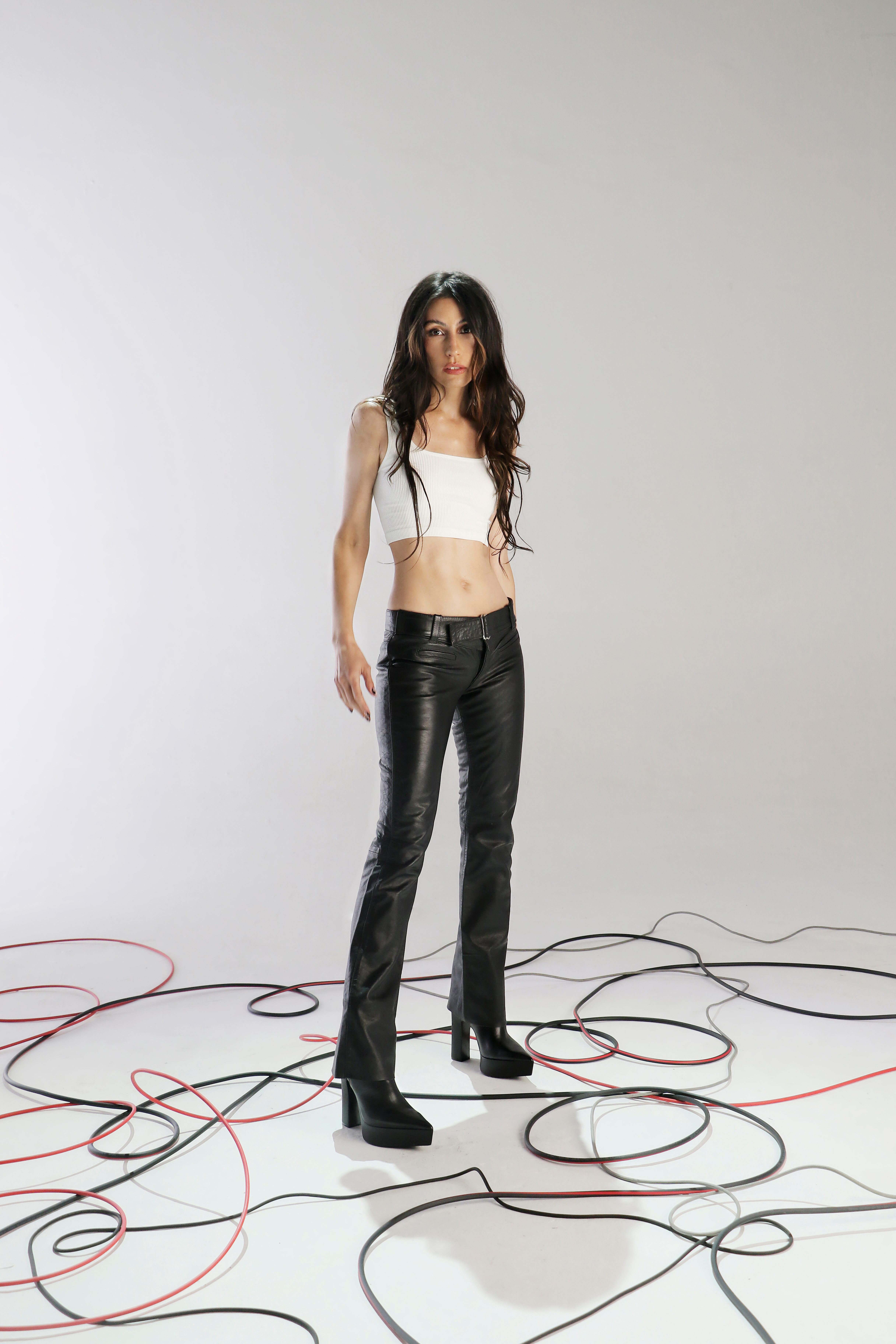
Daniela Spalla por Daniel Jáuregui (2023)

| Ahora vienen por nosotros |                             |          |  |
| N.º                       | Título                      | Duración |  |
| 1.                        | «En el auto»                | 4:37     |  |
| 2.                        | «Pequeño ladrón»            | 3:58     |  |
| 3.                        | «Estás pensando»            | 3:38     |  |
| 4.                        | «Al revés»                  | 2:52     |  |
| 5.                        | «Arruinármelo»              | 4:06     |  |
| 6.                        | «Eterno»                    | 3:23     |  |
| 7.                        | «Si no lo cortas»           | 3:52     |  |
| 8.                        | «Folk Japonés»              | 3:13     |  |
| 9.                        | «Ahora vienen por nosotros» | 3:24     |  |
| 10.                       | «Encerrémonos»              | 3:49     |  |
| 11.                       | «Para nadie»                | 3:50     |  |
| 12.                       | «En lo más lejos»           | 2:39     |  |

### "Camas separadas"
- 17 de mayo-2018 - "Camas separadas"

Lanzado desde México, país donde reside, el álbum contiene un total de 10 canciones de las cuales "Estábamos tan bien", "Costa Rica", "Vete de una vez" y "Pinamar" son sencillos que se desprenden de este su nuevo álbum.
| Camas separadas |                                       |          |  |
| N.º             | Título                                | Duración |  |
| 1.              | «Estábamos tan bien»                  | 3:41     |  |
| 2.              | «Vete de una Vez»                     | 4:12     |  |
| 3.              | «Insomnio»                            | 3:09     |  |
| 4.              | «Costa Rica»                          | 3:39     |  |
| 5.              | «Trasatlántico»                       | 3:18     |  |
| 6.              | «Pinamar»                             | 2:59     |  |
| 7.              | «Los de siempre»                      | 2:50     |  |
| 8.              | «Volverás»                            | 4:17     |  |
| 9.              | «Canción decente»                     | 2:52     |  |
| 10.             | «Viaje a la luna Feat Carlos Sadness» | 4:07     |  |

### "Puro Teatro"
- 13 de noviembre-2020 - "Puro Teatro"

Lanzado desde México, país donde reside, contiene un total de 9 canciones y de las cuales los sencillos oficiales que se desprendieron antes de su salida fueron "Si te alejas", "Te veo a la salida", "Copy Paste", "Bailando Lentos" al lado de los Bandalos Chinos, "Carteles" y la canción "Me voy"
| Puro Teatro |                        |          |  |
| N.º         | Título                 | Duración |  |
| 1.          | «Copy Paste»           | 3:01     |  |
| 2.          | «Te Veo a la salida»   | 3:49     |  |
| 3.          | «Provincia»            | 3:15     |  |
| 4.          | «Carteles»             | 3:25     |  |
| 5.          | «Ya nos vamos»         | 3:20     |  |
| 6.          | «Me voy»               | 3:32     |  |
| 7.          | «Si Te Alejas»         | 3:26     |  |
| 8.          | «No me hables de amor» | 3:29     |  |
| 9.          | «Bailando Lentos»      | 3:31     |  |

### "DARA"
- 26 de octubre-2023 - "DARA"

Lanzado desde México, país donde reside, contiene un total de 11 canciones y de las cuales los sencillos oficiales que se desprendieron antes de su salida fueron "Flores", "Canciones Tristes", "Calle Sin Salida", "Besos y Pendientes" al lado de Esteman, "La Carta" y la canción "Aceleré"
| DARA  |                                      |          |  |
| N.º   | Título                               | Duración |  |
| 1.    | «Flores»                             | 3:36     |  |
| 2.    | «La Carta»                           | 3:03     |  |
| 3.    | «Aceleré»                            | 2:53     |  |
| 4.    | «Mientras el mundo se Acaba»         | 3:47     |  |
| 5.    | «200K»                               | 3:05     |  |
| 6.    | «Calle Sin Salida»                   | 2:50     |  |
| 7.    | «Canciones Tristes»                  | 3:06     |  |
| 8.    | «Besos y Pendientes (feat. Esteman)» | 2:51     |  |
| 9.    | «Las Escaleras»                      | 3:08     |  |
| 10.   | «La Noche»                           | 2:58     |  |
| 11.   | «No Quiero (feat. Vivir Quintana)»   | 3:06     |  |
| 34:27 |                                      |          |  |

### Si no lo cortas (sencillo)
- 2015 - Si no lo cortas (colaboración)

Canción que pertenece al álbum "Ahora vienen por nosotros" cantada a dúo con Leonel García.
| Si no lo cortas Single |                                      |          |  |
| N.º                    | Título                               | Duración |  |
| 1.                     | «Si no lo cortas Feat Leonel García» | 3:46     |  |

### Prefiero olvidarlo
- 2016 - Prefiero olvidarlo

Sencillo estrenado en el año 2016.
| Prefiero olvidarlo |                      |          |  |
| N.º                | Título               | Duración |  |
| 1.                 | «Prefiero olvidarlo» | 3:51     |  |

### Amor difícil
- 2016 - Amor difícil

Sencillo estrenado en el año 2016
| Amor difícil |                |          |  |
| N.º          | Título         | Duración |  |
| 1.           | «Amor difícil» | 3:38     |  |

### Prometí
- 2017 - Prometí

Sencillo estrenado en el año 2017
| Prometí |           |          |  |
| N.º     | Título    | Duración |  |
| 1.      | «Prometí» | 3:09     |  |

### Si te alejas
- 2019 - Si te alejas

Sencillo estrenado en el año 2019. 
| Si te alejas" |                |          |  |
| N.º           | Título         | Duración |  |
| 1.            | «Si te alejas» | 3:27     |  |

### Sesiones Acústicas
- 2019 - Sesiones Acústicas

un pequeño set de canciones que componen este pequeño álbum disponible en Spotify
| Sesiones Acústicas" |                                   |          |  |
| N.º                 | Título                            | Duración |  |
| 1.                  | «Canción Decente»                 | 2:54     |  |
| 2.                  | «Insomnio»                        | 3:28     |  |
| 3.                  | «Trasatlántico feat Elsa y Elmar» | 3:18     |  |
| 9:41                |                                   |          |  |

### Sencillos
- 2013 - "Arruinármelo"
- 2014 - "Folk japonés"
- 2014 - "Pequeño ladrón"
- 2015 - "Si no lo cortas"
- 2016 - "Prefiero olvidarlo"
- 2016 - "Amor difícil"
- 2017 - "Prometí"
- 2017 - "Estábamos tan bien"
- 2017 - "Costa Rica"
- 2018 - "Vete de una vez"
- 2018 - "Pinamar"
- 2018 - "Volverás"
- 2019 - "Insomnio"
- 2019 - "Si te alejas"
- 2019 - "Te veo a la salida"
- 2019 - "Bailando Lentos"
- 2020 - "Copy Paste"
- 2020 - "Carteles"
- 2020 - "Me Voy"
- 2020 - "Lo Que Digan"
- 2021 - "Provincia (Remix)"
- 2022 - "Veneno"
- 2023 - "Flores"
- 2023- "calle sin salida " autor Ezequiel Lopez

### Colaboraciones con otros artistas
- 2010 - "Por hoy al menos" junto a Ximena Sariñana
- 2011 - "Desconéctame" junto a César López
- 2014 - Participación en el MTV Unplugged de la banda Kinky
- 2016 - "Qué nos trajo aquí" junto a Clemente Castillo
- 2015 - "Si no lo cortas" junto a Leonel García
- 2018 - "A veces" (Manual de viaje a un lugar lejano) junto a Jumbo
- 2018 - "Pasiflorine" (Borregos en la niebla) junto a La Gusana Ciega
- 2018 - "Así" junto con Hipnótica
- 2020 - "Te Alejas Mas De Mi" junto a Esteman
- 2020 - "Nada Que No Quieras Tú" junto a Ramona
- 2020 - "Feliz Navidad" junto a Santiago En La Guitarra, álbum Eterna Navidad Celebremos
- 2021 - "Veneno", Zoé Reversiones, "Tributo a Zoé"
- 2021 - "Lo Tuyo No Tiene Madre" junto a Álex Ferreira
- 2021 - "Ya Me Hiciste Mal (Remix)" junto a Rayos Láser
- 2021 - "Cuando Te Muerdes El Labio" junto con Leiva
- 2023 - "Besos y Pendientes" junto a Esteman
- 2024 - " Fiesta " autor Ezequiel López ( Willy )

## Premios y reconocimientos
- 2014 - Nominación al Grammy Latino como Mejor Nuevo Artista
- 2014 - Mejor Artista Nuevo por iTunes México
- 2015 - Disco de oro en México por las ventas digitales del sencillo "Arruinármelo"
- 2016 - Top 3 de Rock Latino en iTunes México con el sencillo "Amor difícil"
- 2016 - Top 5 de Rock Latino en iTunes México con el sencillo "Prefiero olvidarlo"[1]